# Refuge des Bans
Le refuge des Bans est un refuge de montagne situé en France, dans les Hautes-Alpes, dans le massif des Écrins, au pied des Bans.
On accède au refuge depuis Vallouise, en direction de l'ouest, puis en dépassant le hameau d'Entre-les-Aigues.
Il constitue un point de départ pour l'ascension des Bans (notamment la voie Picard-Vernet (D-), la voie Giraud en face sud (TD+), ainsi que les voies d'escalade moderne aux contreforts des Bans), mais également du pic de Bonvoisin, du pic Jocelme, du pic des Aupillous, de la pointe des Bœufs Rouges, de la pointe de la Pilatte ou encore le franchissement du col du Sellar.